# Paratropus salgadoi
Paratropus salgadoi är en skalbaggsart som beskrevs av Kanaar 1997. Paratropus salgadoi ingår i släktet Paratropus och familjen stumpbaggar. Inga underarter finns listade i Catalogue of Life.